# 1C-Rarus
1C-Rarus (russisch 1С-рарус) ist ein 1994 gegründetes Unternehmen und aktiv in den Bereichen Software-Vertrieb, Softwareentwicklung, Anwendertraining und Beratung. Es entstand aus dem Joint Venture von 1C und dem Unternehmen RARUS. Im Angebot hat 1C-Rarus über 70 Branchen Lösungen und bedient über 70.000 Kunden (Stand Juli 2013), hauptsächlich auf dem Gebiet der GUS und in Osteuropa.
Das Unternehmen vertreibt die Softwarelösungen von 1C und eigene angepasste Lösungen auf der Basis das Framework 1C:Enterprise. Unter anderem unterhält 1C-Rarus Niederlassungen in Russland (Weliki Nowgorod, Irkutsk, Sankt Petersburg, Nischni Nowgorod, Kasan und Sotschi), in Deutschland und in der Ukraine (Kiew und Sewastopol).